# Böhlen, Ilm
Böhlen là một đô thị ở huyện Ilm, in Thüringen, Đức. Đô thị này có diện tích 6,16 km², dân số thời điểm 31 tháng 12 năm 2006 là 666 người.